# Ronde van Frankrijk 2004/Proloog
De proloog van de Ronde van Frankrijk 2004 werd verreden op 3 juli 2004 in Luik.

## Verloop
Lance Armstrong loopt direct uit op zijn belangrijkste concurrenten in deze proloog, die gewonnen wordt door de Zwitser Fabian Cancellara.
Peter Farazijn wordt in allerlaatste instantie opgeroepen om Matthew White te vervangen die in de voorbereiding op de proloog valt over een televisiekabel en zijn sleutelbeen breekt. De Tour past het vertrekschema aan zodat Farazijn alsnog kan vertrekken na een dolle rit naar Luik.
Proloog ·
1e etappe ·
2e etappe ·
3e etappe ·
4e etappe ·
5e etappe ·
6e etappe ·
7e etappe ·
8e etappe ·
9e etappe ·
10e etappe ·
11e etappe ·
12e etappe ·
13e etappe ·
14e etappe ·
15e etappe ·
16e etappe ·
17e etappe ·
18e etappe ·
19e etappe ·
20e etappe
Startlijst · Eindstanden · Afbeeldingen